# Hundsjön, Värmland
Hundsjön är en sjö i Torsby kommun i Värmland och ingår i Göta älvs huvudavrinningsområde. Sjön är 19,5 meter djup, har en yta på 0,305 kvadratkilometer och är belägen 413,1 meter över havet. Sjön avvattnas av vattendraget Hundån. Vid provfiske har abborre fångats i sjön.

## Delavrinningsområde
Hundsjön ingår i det delavrinningsområde (672076-134219) som SMHI kallar för Mynnar i Ljusnetjärnarna. Medelhöjden är 439 meter över havet och ytan är 15,85 kvadratkilometer. Det finns inga avrinningsområden uppströms utan avrinningsområdet är högsta punkten. Hundån som avvattnar avrinningsområdet har biflödesordning 3, vilket innebär att vattnet flödar genom totalt 3 vattendrag innan det når havet efter 417 kilometer. Avrinningsområdet består mestadels av skog (77 procent) och sankmarker (15 procent). Avrinningsområdet har 0,31 kvadratkilometer vattenytor vilket ger det en sjöprocent på 1,9 procent.